# يوشيو موري
يوشيو موري (باليابانية: 森芳雄) (و. 1908 – 1997 م) هو رسام، من اليابان، ولد في طوكيو، توفي عن عمر يناهز 89 عاماً.